# Dolle Mina (België)

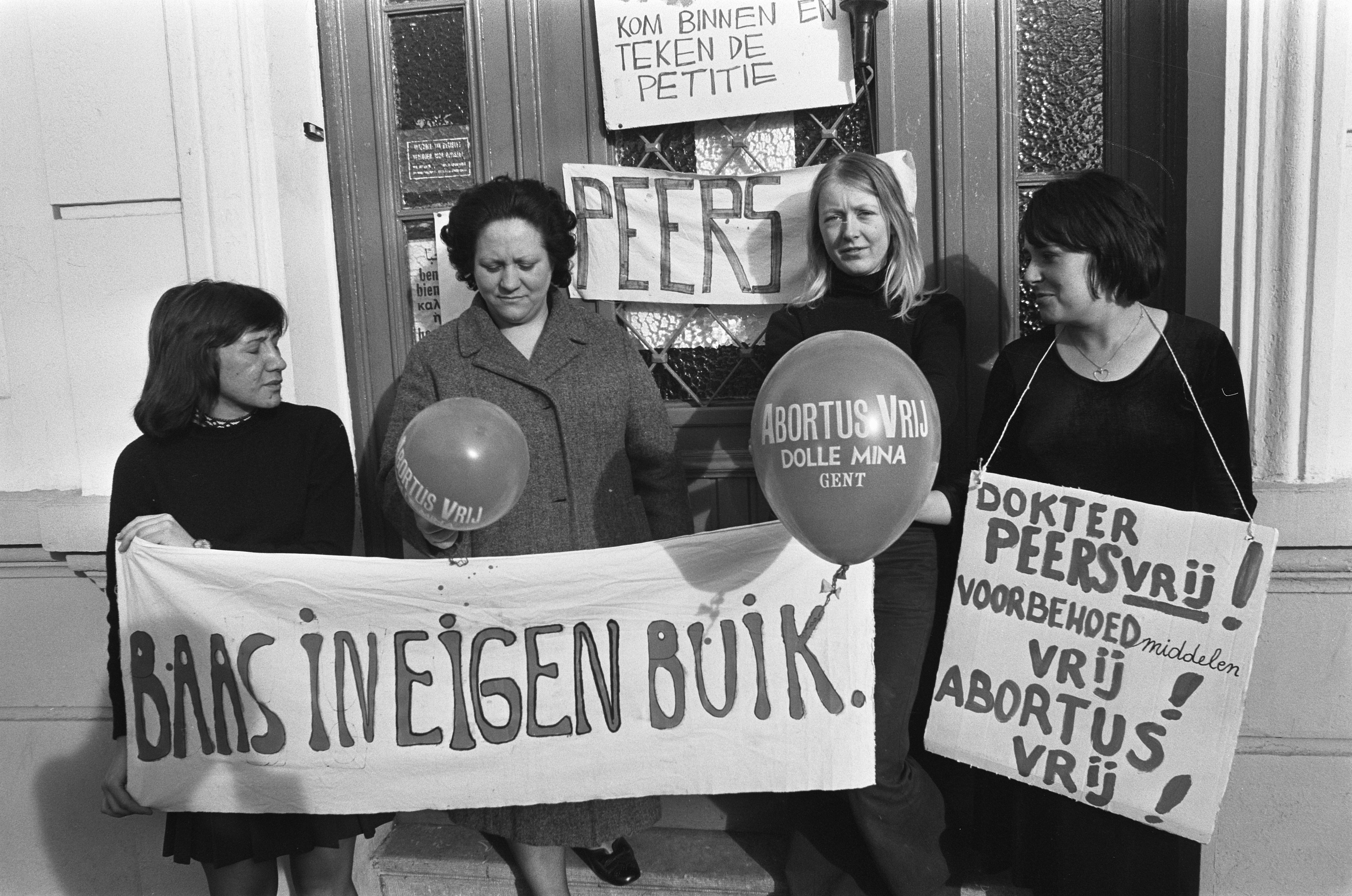
Campagne van Dolle Mina Gent
Abortus Vrij, 1973

Dolle Mina was een socialistisch-feministische groep in België die ontstond in 1970. Ze vernoemde zich naar de gelijknamige Nederlandse Dolle Mina's. Haar ontstaan luidde het begin in van de tweede feministische golf in België.

## Ontstaansgeschiedenis
De tweede feministische golf was een brede heropleving van het feminisme die zich voltrok in de jaren 60, 70 en 80 van de 20 eeuw. Beginnend in de Verenigde Staten verspreidde feministische actie zich verder in Europa. Ze onderscheidt zich van een eerste feministische golf, die eind 19e-begin 20e eeuw plaatsvond.
Geïnspireerd door de Nederlandse Dolle Mina's, die in 1969 voor een eerste maal actievoerden, kreeg de ook een eerste Dolle Mina groep in Antwerpen vorm. In januari 1970 verzamelden enkele journalisten en Nederlandse en Vlaamse Dolle Mina's bij de initiatiefneemster Roos Proesmans' thuis voor een persconferentie, die als doel had de strijdpunten van deze jonge feministische groep voor te stellen. Via een annonce uit februari 1970 werden vrouwen opnieuw aangespoord zich aan te sluiten bij Dolle Mina Antwerpen. Proesmans sprak zelf over een onverwacht maar overweldigend succes. Na het ontstaan van de Antwerpse Dolle Mina, vormden zich kernen in Gent, Leuven, Oostende en Brussel. Hoewel Dolle Mina zich als anti-hiërarchisch opstelde en geen officiële leiders aanduidde, was er toch sprake van enkele spilfiguren, onder meer Roos Proesmans maar ook Chantal De Smet, Nadine Crappé, Ida Dequeecker en Moniek Darge.

## Eerste acties
Een van de eerste acties waarmee Dolle Mina naar buiten trad, was de bezetting van een verzekeringskantoor in Antwerpen. Vrouwelijke werknemers mochten niet roken op het werk, in tegenstelling tot hun mannelijke collega's. Dolle Mina eiste 'het recht op longkanker, ook voor vrouwen'. Daarnaast klaagde ze de verschillen in lonen en promotiekansen binnen het bedrijf aan. De actie was typerend voor de nieuwe, meer radicale, stijl die het feminisme in de jaren 70 zou hanteren. Op ludieke wijze trok men de aandacht van de pers, om het dan over de daadwerkelijke eisen te kunnen hebben.
Een volgende actie die op heel wat aandacht in de pers kon rekenen was de verstoring van de Miss België verkiezing in 1971 in Antwerpen. Danielle Colardyn, lid van het Front de Liberation des Femmes (FLF), had als infiltrante deelgenomen aan de verkiezing en schopte het tot de finale. De aanwezige Dolle Mina's sprongen het podium op nadat Danielle Colardyn teken deed. Een spandoek 'Halt aan de uitbuiting van de vrouw' werd uitgerold. Het hele gebeuren werd live uitgezonden op nationale televisie. Een poster 'Miss-België = veewedstrijd' werd verspreid.

## Strijdpunten
Dolle Mina streed voor de bevrijding van de vrouw, op economisch, seksueel, lichamelijk en politiek vlak. Om vrouwen gelijkwaardige kansen te bieden op de arbeidsmarkt ijverde Dolle Mina voor gelijk loon voor gelijk werk, werktijdverkorting voor iedereen met behoud van loon en goedkope sociale voorzieningen, zoals kinderopvang. Een ander eis was de vrije toegang tot anticonceptie en de verspreiding van correcte seksuele voorlichting. Tot in 1973 was het verspreiden van informatie over anticonceptie en anticonceptie immers bij wet verboden. De legalisering van abortus ("Baas in eigen buik!") was hun grootste strijdpunt. Uiteindelijk werd abortus in 1990 gedeeltelijk uit het strafrecht gehaald. Andere strijdpunten die op de agenda stonden van het feminisme in de jaren 70 waren onder andere voldoende vrouwen in de politiek, een beter juridisch statuut voor de (gehuwde) vrouw en afstappen van het dwingende schoonheidsideaal en stereotypen in de opvoeding.
Heel wat strijdpunten uit de tweede feministische golf stonden al langer op de agenda van de bestaande vrouwenbeweging. Zo ijverden de Katholieke Arbeidersvrouwen (KAV), Socialistisch Vooruitziende Vrouwen (SVV) en de Nationale Vrouwenraad al voor 1970 voor de verbetering van het huwelijksgoederenrecht, informatieverspreiding rond gezinsplanning of gelijk loon voor gelijk werk. Het was echter de radicaal nieuwe taal en ludieke stijl van de jonge groepen, onder meer Dolle Mina, de Pluralistische Actiegroep voor Gelijke kansen van man en vrouw (PAG), FLF en Marie Mineur, die de aandacht van de pers wisten te grijpen. De eisen van de vrouwenbeweging kwamen zo opnieuw hoog op de maatschappelijke agenda te staan.

## Verloop
De Dolle Mina kernen in de verschillende Vlaamse steden bleven vaak informeel. De meeste groepen waren geen lang leven beschoren. Tegen 1974 was enkel nog Dolle Mina Gent actief.
Vanaf 1977 zou Dolle Mina Gent deel worden van het samenwerkingsverband Fem-soc. De Fem-Soc coördinatie was een losse structuur met afgevaardigden van de verschillende groepen die geregeld samenkwamen. Groepen die deel uitmaakten van de coördinatie waren naast Dolle Mina Gent onder meer de Linkse Vrouwen Oostende, Linkse vrouwen Brugge, ERA (Emanicpatie door Raad en Aktie), GROV Antwerpen (Groep Rooie Vrouwen) en Wereldscholen Vrouwen Limburg. Ze bundelden de krachten onder de gekende slogan ‘Geen feminisme zonder socialisme, geen socialisme zonder feminisme’. Het startpunt was een gezamenlijk manifest waarin de ideologie en concrete actiepunten worden uiteengezet. Het manifest diende als basis voor gezamenlijke acties en doelen, maar alle groepen behielden uitdrukkelijk hun autonomie.

## Tijdschriften en archieven
Dolle Mina Gent gaf tussen 1973 en 1981 het tijdschrift de Grote Kuis uit. De Fem-soc groepen gaven op hun beurt het tijdschrift Schoppenvrouw uit, dat van 1979 tot 1992 werd uitgegeven, en de spreekbuis vormde voor al wat leefde binnen progressieve en feministische kringen.
De tijdschriften zijn toegankelijk en vrij te raadplegen in het Archief- en Onderzoekscentrum voor Vrouwengeschiedenis, (Brussel) en het Amsab-Instituut voor Sociale Geschiedenis (Gent). Het AMSAB-ISG ontsluit op haar beurt ook archieven van enkele spilfiguren uit Dolle Mina Gent, waaronder Nadine Crappé en Chantal De Smet. 